# Artemis Fowl: Encontre a l'Àrtic
Artemis Fowl: Encontre a l'Àrtic és el segon llibre de la sèrie infantil Artemis Fowl de l'autor Eoin Colfer.